# As-Suwajda (muhafaza)
Suwajda (arab. السويداء) – jedna z 14 jednostek administracyjnych pierwszego rzędu (muhafaza) w Syrii. Jest położona w południowo-wschodniej części kraju. Graniczy od wschodu i południa z państwem Jordania a od zachodu z muhafazą Dara.
W 2011 roku muhafaza liczyła 370 000 mieszkańców; dla porównania, w 2004 było ich 313,231, a w 1981 199,114.